# Loricaria parnahybae
Loricaria parnahybae är en fiskart som beskrevs av Steindachner, 1907. Loricaria parnahybae ingår i släktet Loricaria och familjen Loricariidae. Inga underarter finns listade i Catalogue of Life.